# Ashima Shiraishi

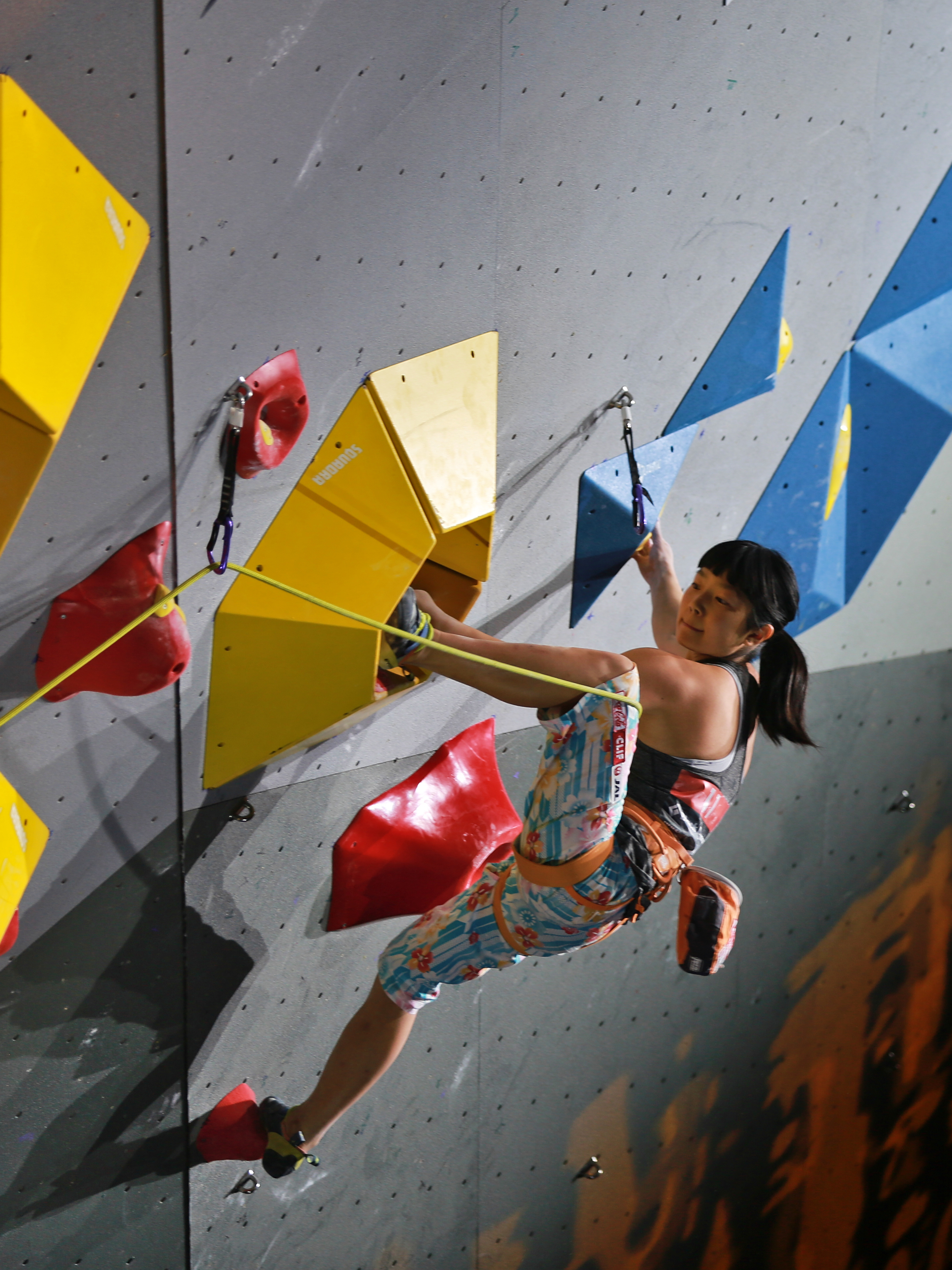
Ashima Shiraishi 2018

Ashima Shiraishi (* 3. April 2001 in New York City) ist eine US-amerikanische Kletterin. Sie ist bekannt für ihre außergewöhnlichen Leistungen im Felsklettern. Bereits im Alter von 7 Jahren begann sie im Central Park mit dem Klettern.
Die New York Times bezeichnete sie schon 2012 als eine außergewöhnliche Persönlichkeit des Boulderns. Sie war 2015 die erste Frau, die eine Kletterroute im Schwierigkeitsgrad 5.15a/9a+ schaffte.

## Karriere
Shiraishis Eltern, Tsuya und Hisatoshi Shiraishi, zogen 1978 von Japan nach New York City. Ashimas Vater ist ein Butoh-Tänzer. Mit 7 Jahren besuchte Ashima mit ihren Eltern den Central Park, wo sie an einem Spielplatz auf Felsblöcken zum ersten Mal kletterte.
Ashima wurde schon früh durch Begehungen schwerer Boulder bekannt. Mit 8 Jahren kletterte sie „Power of Silence“ (V10). Im Alter von 9 Jahren boulderte sie „Chablanke“ (V11/12) und „Roger in the Shower“ (V11). Ein Jahr später steigerte sie sich bereits mit „Crown of Aragorn“ auf einen Boulder mit der Bewertung V13. Ashima ist die jüngste Kletterin aller Zeiten, die eine Boulderbegehung in diesem Schwierigkeitsgrad vorweisen kann, auch unter männlichen Kletterern.
Ashima verschiebt im Sportklettern bestehende Bestleistungen.  Im Oktober 2012, als sie 11 Jahre alt war, konnte sie „Southern Smoke“ (5.14c) in Red River Gorge Rotpunkt klettern.  Ashima  war der jüngste Mensch, der eine Felsroute in diesem Schwierigkeitsgrad klettern konnte, bis 2020 Theo Blass im Alter von 10 Jahren eine 8c machte.
2013 konnte Ashima  eine 5.14a in Céüse, zwei V13 mit „One Summer in Paradise“ und „Automator“ und schließlich zwei weitere 5.14 („24 Karats“ und „50 Words for Pump“) ihrer Routenliste hinzufügen. Im Juli 2014 kletterte sie mit „Golden Shadow“ ihre erste V14. Sie ist somit die zweite Frau, nach Tomoko Ogawa, die ein V14 Problem löste. Am 1. Januar 2015 konnte Ashima mit „The Swarm“ ihre zweite V14 erstbegehen. Mit 13 Jahren kletterte sie ihre erste 9a/+, „Open your Mind Direct“ in Santa Linya. Diese Route war im Originalzustand eine 5.14d/9a, bis ein Griff am Ende der Route ausbrach. Ashima war die Erste, die die Route ohne diesen Griff kletterte. Im März 2016 schaffte sie als erste Frau überhaupt einen Boulder im Schwierigkeitsgrad 8c (V15). Sie kletterte die Route Horizon am Mount Hiei auf der japanischen Insel Kyushu. Im August 2016 folgte mit Sleepy Rave bei Melbourne, Australien, der nächste V15-Boulder.
2014 wurde Ashima Shiraishi eingeladen einen TED-Talk beim TEDxTeen in London zu halten. Sie sprach über Motivation im Sport und im Leben. 2016 wurde sie von National Geographic als Adventurer of the Year benannt. Im selben Jahr wurde Ashima Shiraishi zusammen mit Kai Lightner (* 1999) in dem Dokumentar- und Sportfilm Young Guns gezeigt, der Teil der Reel Rock Tour wurde.
Sie erklärte im November 2018 vegan zu leben.

## Erfolge

### Bouldern
- V15 Fb. 8c
  - Horizon am Mount Hiei, Kyushu, Japan.
- V14
  - Golden Shadow: Fb. 8b+
  - The Swarm: Fb. 8b+
  - Phenomena  Fb. 8b+ in Hinokage, Miyazaki (Japan);  Erste Frauenbegehung
- V13
  - Crown of Aragorn: Fb. 8b
  - One Summer in Paradise: Fb. 8b
  - The Automator: Fb. 8b
- V12
  - Chblanke: V11/V12 Fb. 8a/Fb. 8a+
- V11
  - Ashimandala: Fb. 8a
  - Roger in the Shower: Fb. 8a
- V10
  - Power of Silence: Fb. 7c+

### Felsklettern
- 9a/+ (5.14d/5.15a)
  - Open Your Mind Direct: 9a/+ franz. (5.14d/5.15a). Erste weibliche Begehung, 17. März, 2015 (Santa Linya, Spanien)[19][2]
  - Ciudad de Dios: 9a/+ (franz.) (5.14d/5.15a). Erste weibliche Begehung, 23. März, 2015 (Santa Linya, Spanien).[20]
- 8c+ (5.14c)
  - Southern Smoke: 8c+ franz.  September 2010 (Red River Gorge, USA)[21]
  - Lucifer: 8c+ franz. September 2010 (Red River Gorge, USA)[21]
  - 24 Karats: 8c+ franz. Oktober 2013 (Red River Gorge, USA)[22]
  - 50 Words for Pump: 8c+ franz. Oktober 2013 (Red River Gorge, USA)[22]
  - La Fabela: 8c+ franz. Erste weibliche Begehung, März 2014 (Santa Linya, Lleida)[23]
- 8c (5.14b)
  - Digital system: 8c franz.  März 2014 (Santa Linya, Lleida)[23]
  - Rollito Sharma extension: 8c franz.  März 2014 (Santa Linya, Lleida)[23]

### Wettkämpfe
- 1. Platz Female Youth B Lead World Championships Arco, Italien (2015)
- 1. Platz Female Youth B Boulder World Championships Arco, Italien (2015)